# 高梨村 (新潟県)
高梨村（たかなしむら）は、かつて新潟県三島郡にあった村。

## 沿革
- 1889年（明治22年）4月1日 - 町村制施行に伴い三島郡高梨村が村制施行し、高梨村が発足。
- 1901年（明治34年）11月1日 - 三島郡片貝村と合併し、片貝村を新設して消滅。